# Тестирање нуклеарног наоружања
Тестирање нуклеарног оружја односи се на експерименте које изводи војска или влада неке државе како би утврдила ефикасност и разорну моћ нуклеарног оружја. Током 20. вијека, већина држава која је развила нуклеарна оружја их је и тестирала. Тестови откривају како та оружја функционишу под различитим околностима, те како се структуре понашају када се нађу у радијусу експлозије. Такође, нуклеарно тестирање је често био доказ научне и војне снаге неке државе, ради потребе застрашивања противника, те су стога и многи тестови били политичке природе.
Прво нуклеарно оружје детонирале су САД у Новом Мексику 16. јула 1945, у тзв. Тринити тесту, чија је снага имала еквивалент 20 килотона. Прва хидрогенска бомба, названа „Мајк“, тестирана је на атолу Еневетак, 1. новембра 1952, а извеле су га такође САД. Најснажније нуклеарно оружје икада тестирано била ја тзв. "Цар бомба" коју је израдио СССР и бацио изнад Нове Земље 30. октобра 1961, чија је снага имала еквивалент 50 мегатона.
Три (УК, САД, СССР) од четири (Француска) нуклеарних држава су 1963, као и многе државе без нуклеарног наоружања, потписало је Повељу о ограничавању нуклеарног тестирања, чиме су се обвезале да неће тестирати та оружја у атмосфери, под водом или у свемиру. Подземни нуклеарни тестови су пак дозвољени. Француска је наставила са атмосферским тестирањем све до 1974, Кина чак и до 1980. Они нису никада потписали повељу.
Подземни тестови су настављени у САД све до 1992. (години у којој су тестирали нуклеарно оружје по задњи пут), у СССР-у до 1990, у УК до 1991, а у Француској и Кини до 1996. Након потписивања Повеље о далекосежној забрани тестирања 1996, све те државе су се обвезале да ће прекинути нуклеарно тестирање. Двије нуклеарне силе које исту нису потписале - Индија и Пакистан - су засад задњи познати тест извеле 1998. У модерном раздобљу, посљедње нуклеарно тестирање извела је Сјеверна Кореја у фебруару 2013. Иста држава је тако једина која још тестира нуклеарно оружје те планира тестове са ракетама које могу носити исто.

## Врсте
Постоје четири главне врсте тестирања нуклеарног оружја:
- Атмосферско тестирање односи се на експлозије која се одигравају у Земљиној атмосфере. Традиционално су се одигравале на торњевима, балонима, острвиа или су бачени из авиона. Нуклеарне експлозије које су довољно близу тлу да повуку ситне честице, пијесак и отпад у облак гљива могу генерисати нуклеарне падавине због радијације отпада.
- Подземно тестирање односи се на нуклеарно тестирање које се одвија испод површине Земље, на различитим дубинама. Подземне детонације биле су најчешћа врста тестирања САД и СССР-а тијеком Хладног рата; остало тестирање забранила је повеља о ограничавању истих 1963. Када је експлозија потпуно обуздана, избацује занемариву количину шкарта. Ипак, могу каткад пробити и на површину, те довести до значајне количине нуклеарне падавине, те и до сеизмолошке активности.[2] САД и СССР су, 1976, ограничиле количину подземних тестова на максимално 150 килотона.
- Егзоатмосферско тестирање односи се на тестирање изнад атмосфере. Нуклеарно оружје притом уздигну ракете. Као посљедица, каткад могу створити нуклеарни електромагнетски пулс (НЕМП), који набија честице широм хемисфере и доводи до ефекта ауроре. Најпознатији амерички егзоатмосферски тест је Старфиш Прајм из 1963.
- Подводно тестирање односи се на детонације нуклеарног оружја испод воде. Углавном су прикључене за брод који потом бива уништен у експлозији. Иако су такви тестови ређи, ипак су извођени (један примјер је операција Crossroads). Овакве детонације могу распршити велике количине радиоактивних честица по води или потоцима, чиме би загађење било велико.

## Сврха
Нуклеарне тестове неки су поделили на следеће политичке сврхе: 
- знање о оружју - ради прикупљања информација или фундаменталног знања о самим оружјима, њиховим процесима и материјалима.
- ефекти оружја - ради прикупљања информација о ефектима нуклеарног оружја на структуре, опрему, организме и животну средину. Користе се за преживљавање цивила и војника у случају нуклеарних детонација, развијању оружја, мета и тактика нуклеарног ратовања.
- сигурносни експериметни - сугеришу посматрање понашања оружја у случају несреће. Посебно се користе за посматрање да ли може да се догоди значајна нуклеарна детонација у некој несрећи, из случајности. То се користи за транспорт и складиштење.
- мирољубиве нуклеарне експлозије - ради истраживања кориштења нуклеарних експлозија у подручјима изван војних циљева.

## Алтернативе потпуног тестирања
- Хидронуклеарно тестирање проучава нуклеарне материјале под условима експлозивне компресије шока. Они могу створити полукритичне услове, или суперкритичне услове чији приноси варирају од занемаривих до значајног приноса пуног оружја.[3]
- Експерименти критичне масе утврђују квантитет шкриљавог материјала потребног за критичност за разноврсност композиција, густоћа и облика шкриљавог материјала.
- Полукритични или хладни тестови су они који укључују нуклеарни материјал и могуће експлозије али које намјерно не доводе но нуклеарног доприноса. Једина су врста тестова дозвољена Повељом у свеобухватној забрани нуклеарног тестирања.[4][5][6]

## Историја
Прво тестирање нуклеарног оружја извео је САД крај Аламогорда, 16. јула 1945, у склопу тзв. пројекта Менхетн, када је добио шифру „Тринити“. Изворна замисао била је да се потврди је ли уопште могуће изазвати снажну експлозију атомским оружјем, као и да се одреди обим и ефекат атомске експлозије прије употребе против Јапана. Ипак, научници тада још увијек нису знали за нуклеарне падавине и посљедице зрачења, све до атомског бомбардовања Хирошиме и Нагасакија. У Хирошими је од експлозије преминуло 118.661 људи, а у Нагасакију 74.000.
САД је извела шест нуклеарних тестирања прије него што је СССР развио сопствену атомску бомбу (РДС-1) и тестирао 29. августа 1949. Тада нико од те двије државе није имала много атомских оружја, па су тестирања била оскудна и са дугим размацима. До 1950-их, САД је већ развио стнадардну територију за тестирање оружја у Невади као и на Маршаловим острвима. СССР је углавном тестирао у Казахстану. Ипак, пошто се развио Хладни рат, обје земље су почеле убрзавати свој програм те су тестирале на стотине бомби у другој половини 20. вијека. 
Међутим, нуклеарно тестирање неминовно вуче за собом велике опасности. Једна таква се догодила 1954, када је САД извео опасну Кастл Браво експлозију уз помоћ нове хидрогенске бомбе на Маршаловим острвима, али су научници подцјенили штетност и обим опасног материјала након детонације. Експлозија је имала еквивалент од 15 мегатона - двоструко више од предвиђене. Детонација је избацила и неочекивано велику количину радиоактивног материјала, којег је промјена времена распршила над великим подручјем. Облак радиоактивне прашине пропутовао је преко 150 km удаљености, те загадио неколико настањених острва у близини атола. Домородци су евакуисани, али су свеједно код 83 њих забиљежене опеклине, док је један јапански брод уловио радиоактивну рибу која је вјероватно доспјела на јапанско тржиште.
Кастл Браво је била најгора нуклеарна несрећа за САД, али су се појавили и разни други проблеми, као што је распршивање зрачења и загађења водених извора, хране и становништва и у другим подручјима. Забринутост око све већег раста радиоактивних падавина је на крају довео до Повеље о ограничавању нуклеарног тестирања 1963, која је ограничила потписнице на подземно тестирање. Не рачунајући Индију и Пакистан - који су сваки извели свеукупно тек шест нуклеарних подземних тестова - пет преосталих нуклеарних сила је свеукупно извело 2.046 нуклеарних вјежби до прекида те праксе 1996. Од тог укупног броја, САД је извео 1.030 проби (51%), СССР 715 проби (35%), Француска 210 проби (10%), Уједињено Краљевство 45 проби (2%) те Кина исто толико (2%). Задње пробе извеле су Француска и Кина, обоје их закључивши 1996. У 21. вијеку, такву је праксу поновно отворила тек једна држава, Сјеверна Кореја, која је извела три нуклеарна пробе до 2013.
Једина позната држава са нуклеарним оружјем која тврди да никада није извела пробу истог је била Јужноафричка Република (иако је и то спорно. Види: инцидент у Вели), која је у међувремену расформирала и укинула све своје нуклеарно наоружање. Израел се такође често наводи као држава са нуклеарним капацитетом, али никада није наводно тестирао исте. 1986, Мордехај Вануну, бивши техничар нуклеарног постројења крај Димоне, је за The Sunday Times изјавио да Израел има тајни нуклеарни програм те је потом осуђен на 18 година затвора у својој домовини јер је разоткрио државне тајне.
Мирољубиве нуклеарне пробе употребљене су ради копања канала или лука, или како би се стимулисала подручја на којима лежи плин и нафта. Ипак, те су пробе на крају напуштене због опасности по животни простор.
Нуклеарне пробе се често користе за политичке сврхе. Један примјер је детонација најснажније нуклеарне бомбе икада створене, тзв. Цар бомба која је имала 50 мегатона. Детонирао ју је СССР 1961. Ово оружје је превелико да би користило практички против неке војне мете, те се сматра да је такав прототип био једини примјерак уопште изграђен у СССР-у.
Према неким процјенама, остаци нуклеарног отпада узроковани таквим тестирањем довели су до смрти 17.000 Американаца од рака у другој половини 20. вијека. Многи се због тога противе даљим нуклеарним пробама јер изазивају трку у наоружању с једне стране, те загађују средну с друге. 
- Прва нуклеарна проба, тзв. Тринити тест, 1945.
- Нуклеарна проба Седан из 1962. био је покушај САД у ископавању велике количине земље.
- Операција Буфало, британска нуклеарна проба 1956.
- Неславна нуклеарна проба Старфиш Прајм је активирана 400 km изнад површине атола Џинстон 1962.

## Нуклеарне пробе по државама
Нуклеарне силе су извеле преко 2.000 нуклеарних проба у другој половини 20. века, а Сјеверна Кореја три до 2013.:
- Сједињене Америчке Државе: 1.054 пробе по службеним подацима. Локације су биле: Невада, Маршалова острва, Амчитка, Колорадо, Мисисипи и Нови Мексико.[16] Било је и неколико тестирања над људима: операција Buster-Jangle, 1951. Током овог тестирања, 2.796 америчких војника је посматрало нуклеарну експлозију са удаљености од 11 km. Након детонације, 883 војника су добила наређења да се приближе епицентру експлозије на тек 450 m удаљености како би утврдили утицај радијације на људе.
- Совјетски Савез: 715 нуклеарне пробе по службеним подацима,[17] од којих је већина на сљедећим подручјима: Нова Земља, Казахстан, Туркменистан и Украјина.
- Француска: 210 нуклеарне пробе по службеним подацима, од тога 160 подземна,[18] на сљедећим локацијама: Регане, Ин Екер у алжирској Сахари, Фангатауфа, Муруроа (Француска Полинезија), Бен Вениф и Хамагуир.
- Уједињено Краљевство: 45 нуклеарне пробе (21 у Аустралији, те разни по Киритиматију на Индијском океану, као и заједничке нуклеарне пробе са САД у Невади.)[19]
- Кина: 45 нуклеарних проба (23 атмосферске и 22 подземне, крај Лоп Нура, у Малану, Синкјангу)[20][21]
- Индија: шест подземних нуклеарних проба од 1974. до 1998.[22]
- Пакистан: шест подземних нуклеарних проба 1998. крај Белучистана уз границу са Авганистаном. Пробе је осудила међународна заједница, но пакистанске власти су изјавиле да морају реаговати и успоставити противтежу као одговор на индијско нуклеарно тестирање. Ипак, потврдиле су да не желе трку у наоружању.[23]
- Северна Кореја: три нуклеарне пробе између 2006. и 2013. Након сваког, Савјет безбједности ОУН-а изгласало је нову рунду тежих санкција против те државе.[24]

Додатно, можда су биле три непотврђене нуклеарне експлозије, но само се једна сматра озбиљним кандидатом за исти, а то је инцидент у Вели у Индијском океану 1979, за који се сматра да га је извела влада Јужноафричке Републике. 
Од прве нуклеарне пробе 1945. до пробе у Пакистану 1998, никада није било раздобље дуже од 22 мјесеца од нуклеарне пробе. Јуна 1998. до октобра 2006. је најдуже раздобље „мира“ од 1945. у којем није било забиљежених нуклеарних проба. Највише их је изведено 1961, чак 140.